# Vitrite
Vitrite was en is de bedrijfsnaam van een productiebedrijf van oorspronkelijk lampenvoeten van elektrische gloeilampen in Middelburg in Zeeland. In de 20ste eeuw verkreeg Philips een meerderheidsbelang en werd het een vestiging. Organisatorisch viel het tot begin 2012 onder de businessgroup Automotive van Philips Lighting. 

## Geschiedenis
De basis voor het bedrijf was een gloeilampenfabriek, in 1887 opgericht te Middelburg. Het was de tweede gloeilampenfabriek in Nederland. Oprichter was Johan Boudewijnse. Deze was vertegenwoordiger voor producten van General Electric in Nederland. De fabriek zou deze maken en een firma die in handen was van zijn broers zou ze installeren. Het Brits-Amerikaanse bedrijf The Vitrite & Luminoid Company, van Theodore Mace en Alfred Swan, leverde de lampvoeten en lamphouders. Deze bevatten een glasachtige vulstof, vitriet genaamd, een mengsel van Mace dat het gebruikelijke gips verving. Dit bedrijf werd in 1889 overgebracht van Engeland naar Middelburg, om de Britse octrooiwetgeving te omzeilen. Zo ontstond The Vitrite Works Ltd.  te Middelburg, waar in 1891 45 mensen werkten. De fabriek ging echter failliet in 1893, waarop ze werd overgenomen door Johan Boudewijnse. De naam werd veranderd in NV De Vitrite Fabriek, ook The Vitrite Works genoemd.
Het personeelsbestand groeide via 125 werknemers in 1900 tot 450 in 1913. De productie nam toe van 3 miljoen lampvoeten in 1898 tot 86 miljoen in 1913. Het was en bleef gedurende langere tijd een van de grootste werkgevers van Zeeland en de grootste fabriek van Middelburg. De naoorlogse periode gaf tot circa 1975 groei te zien. Bij het 75jarig bestaan telde Vitrite 600 werknemers, in 1975 950. Maar toen werd voor het merendeel werktijdverkorting verkregen, in 1988 waren er nog 760, in 2000 390, waarvan 90 ontslagen werden. Vanaf de jaren zeventig tot halverwege de jaren tachtig  van de 20e eeuw werd het bedrijf verplaatst van het centrum van Middelburg aan de Maisbaai en Loskade naar de in 1985 geopende locatie Vitrite I aan de Elektraweg op industrieterrein Arnestein. Begin jaren negentig werden er hiervandaan 3-4 miljard producten per jaar geleverd aan lampenfabrieken over de hele wereld, waaronder Philips.
Al in 1920 nam Philips een meerderheidsbelang in het bedrijf en in de jaren zeventig werd het volledig overgenomen waarna het onderdeel werd van Philips Lighting. Lange tijd heeft Vitrite met messing, aluminium, glas en hardpapier lampvoeten vervaardigd voor producenten van gloeilampen, TL buizen en andere lamptypen. Geleidelijk werd het productiepakket uitgebreid met complexe en hoogwaardige samengestelde onderdelen van staal en hoge temperatuur kunststoffen voor autolampen. De productieactiviteiten voor de meer klassieke producten zijn in het begin van de 21e eeuw overgeheveld naar de Poolse Philips vestiging te Bielsko-Biała. Automatisering en verplaatsing productieactiviteiten leidden in 2005 tot ontslag van 124 van de 226 werknemers. Het personeelsbestand bleef daarna redelijk stabiel met circa 125 vaste werknemers in 2015.

## Lumileds en verder
Vitrite maakte deel uit van Lumileds, de led-divisie van Philips. Dit Philipsonderdeel werd in 2017 verkocht aan Apollo Global Management. Vitrite ging verder als productie- en ontwikkelcentrum voor massafabricage van onderdelen van autolampen en optische onderdelen voor ledlampen. Per jaar maken ze miljoenen automotive lighting componenten, precisiecomponenten van metaal en kunststof voor halogeen- en xenon-lampen in auto's. In 2021 nam het Zwitsers-Nederlandse Business Creation Investments de onderneming (waar toen nog 108 personen op de loonlijst stonden) over. In 2022 ging het bedrijfspand en -terrein via een sale & lease constructie over aan AVV Beheer. 

## Trivia
- Lokaal was het bedrijf vooral bekend onder de naam 'De Fitting'. Vandaar ook de Fittinghaven voor de jachthaven waar vroeger het fabrieksgebouw stond.
- De oorspronkelijke locatie in Middelburg was de plaats waar eerder de VOC-werf lag. In het VOC-gebouw aan de Maisbaai, nu een luxeappartementencomplex, waren de kantoren gevestigd.